# 北隆館
北隆館（ほくりゅうかん）は、日本の出版社。1891年（明治24年）創立。
『牧野日本植物圖鑑』をはじめとする図鑑などを出版。

## 概要
1891年（明治24年）に新聞取次店として創業し、1894年（明治27年）に「北隆館」と改称した。1895年（明治28年）には雑誌取引に進出する。明治期においては雑誌を主力商品としていたが、大正時代になると書籍にも注力するようになる。1925年（大正14年）には四大取次店とまで称された。明治末には『少国民』や『少年倶楽部』といった少年雑誌を創刊。明治時代から昭和初期に『植物図鑑』や『日本動物図鑑』、並びに『日本昆蟲図鑑』などの図鑑を発行しており、これら自然科学書が現在の源流とされる。戦時下で取次が集約された後は出版専業となり、現在は図鑑や辞典などの自然科学書や介護などの福祉関係・医学関連などを主とした出版を行っている。平成12年にはデジタル化に伴い『CD-ROM版原色牧野植物大図鑑』を刊行している。

## 沿革
- 1891年（明治24年）10月、福田金次郎により創立[1]。北陸を中心に新聞・雑誌・書籍の卸売業務を行う。
- 1897年（明治30年）、少年雑誌「少国民」を創刊。
- 1908年（明治41年）10月、東京博物学研究会編纂、牧野富太郎校訂の『植物図鑑』を参文社と共に発行[3]。
- 1919年（大正8年）10月、株式会社へ改組。
- 1932年（昭和7年）、『日本昆蟲図鑑』を発行。
- 1941年（昭和16年）6月、戦時下統制で配本の供給安定のために企業整備となり、取次業務を日本出版配給株式会社（日配）に移譲統合。
- 1981年（昭和56年）、月刊医学誌「アレルギーの臨床」（The Allergy in Practice）を発行。
- 1986年（昭和61年）、ヒューマンサイエンス財団の研究誌として、バイオテクノロジーの応用をテーマとした月刊医学誌「BIO Clinica」を創刊。

## 商号の使用
株式会社北隆館は、類似する商号を用いる「株式会社図鑑の北隆館」に対して、商号の使用禁止及び商号変更請求を求める裁判を行い、1976年12月、東京地裁は、北隆館の商号使用差止請求を認めた（東京地裁 昭和51年12月24日、判タ353号・255頁）。

## ニュー・サイエンス社
ニュー・サイエンス社は北隆館の姉妹会社。1965年（昭和40年）設立。